# Diplopterygium longissimum
Diplopterygium longissimum là một loài dương xỉ trong họ Gleicheniaceae. Loài này được Blume Nakai mô tả khoa học đầu tiên năm 1950.